# Gudmund Hatt
Aage Gudmund Hatt, född den 31 oktober 1884 i Herning, död 1960, var en dansk geograf, etnograf och arkeolog. Han var gift med Emilie Hatt, född Demant.
Hatt studerade som ung etnografi och indiansk kultur i Nordamerika. 1911 tog han examen i naturhistoria och geografi, och disputerade efter resor bland samerna och studier i Skandinavien och Ryssland med Arktiske skinddragter i Eurasien og Amerika 1914. 1914-1915 studerade han i Nordamerika, och 1916 bland de svenska samerna. 1919 anställdes han vid Det Kongelige Etnografiske Museum i Köpenhamn, och 1923 blev han lektor vid Universitetet i Köpenhamn, där han 1929-1948 också var professor i kulturgeografi. 
Hatt gjorde en pionjärinsats i sin utforskning av danska byar och åkrar från järnåldern, och företog undersökningar av spannmålsodling, husdjurshållning, bostäder och sociala förhållanden i dansk förhistoria. Dessa teman behandlas i Landbrug i Danmarks Oldtid (1937). 1922-1923 företog han en arkeologisk forskningsresa till Nederländska Antillerna och de forna danska besittningarna i Västindien. Han skrev flera andra avhandlingar, i synnerhet etnografiska, och gav tillsammans med Martin Vahl ut en stor handbok i geografi, Jorden og Menneskelivet (1922-1927).